# Lasionycta arietis
Lasionycta arietis är en fjärilsart som beskrevs av Augustus Radcliffe Grote 1879. Lasionycta arietis ingår i släktet Lasionycta och familjen nattflyn. Inga underarter finns listade i Catalogue of Life.